# Батенин, Вячеслав Михайлович
Вячесла́в Миха́йлович Бате́нин (род. 12 марта 1939) — российский учёный в области электрофизики, член-корреспондент АН СССР с 1987, член-корреспондент РАН (1991).

## Биография
Родился 12 марта 1939 года в Москве.
Окончил Московский энергетический институт (1962). Работал в Институте высоких температур АН СССР (ИВТАН): инженер, старший научный сотрудник, заведующий отделом, заместитель директора.
С 1993 года директор преобразованного из ИВТАН Объединённого института высоких температур (ОИВТ) РАН.
Доктор технических наук, профессор. Член-корреспондент АН СССР с 1987, член-корреспондент РАН (1991).
Автор трудов по исследованию свойств слабоионизированной плазмы, импульсных электрических разрядов, созданию сверхпроводящих индуктивных накопителей энергии, сверхпроводящих магнитных систем.

## Из библиографии
- Что нужно сделать для реализации энергетической программы страны / О.Н. Фаворский, В.М. Батенин, В.М. Масленников и др. // Вестник РАН, 2016, т. 86, № 10.  С. 1-6.

## Награды и премии
Награждён орденами «Знак Почёта» (1981), Трудового Красного Знамени (1990), «За заслуги перед Отечеством» IV степени (1999), орденом Почёта (2011).